# Велика Кісниця (пункт пропуску)
48°08′22″ пн. ш. 28°27′45″ сх. д. / 48.13944° пн. ш. 28.46250° сх. д.
Вели́ка Кі́сниця — пункт пропуску через Державний кордон України на кордоні з Молдовою.
Розташований у Вінницькій області, Ямпільський район, в однойменному селі на автошляху Т 0215. Здійснюється два види пропуску — автомобільний та річковий. Із молдавського боку через Дністер розташований автомобільний пункт пропуску «Грушка», Кам'янський район, та річковий пункт пропуску «Васілкеу», Сороцький район.
Вид пункту пропуску — річковий та автомобільний. Статус пункту пропуску для річкового — місцевий; для автомобільного — міждержавний. Характер перевезень — вантажний та пасажирський для автомобільного; тільки пасажирський для річкового, здійснює перевезення впродовж світлого часу доби.
Пункт пропуску «Велика Кісниця» може здійснювати лише радіологічний, митний та прикордонний контроль.
Пункт пропуску «Велика Кісниця» входить до складу митного посту «Ямпіль» Вінницької митниці. Код пункту контролю — 40107 04 00 (21).